# Fernand Bourgaux
Fernand Bourgaux (Sint-Pieters-Woluwe, 25 december 1919) is een Belgische voormalige atleet, die was gespecialiseerd in de sprint. Hij nam eenmaal deel aan de Olympische Spelen en behaalde op twee onderdelen drie Belgische titels.

## Biografie
Bourgaux nam op de 100 m, 200 m en de 4 x 100 m estafette deel aan de Europese kampioenschappen in Oslo. Hij bereikte de halve finale op de 200 m in een persoonlijk record en met de aflossingsploeg de finale.
In 1947 werd Bourgaux voor het eerst Belgisch kampioen op de beide sprintnummers. Het jaar nadien verlengde hij zijn titel op de 100 m. Op de 200 m nam hij deel aan de Olympische Spelen in Londen, waar hij werd uitgeschakeld in de reeksen.

### Clubs
Bourgaux was aangesloten bij Racing Club Brussel.

## Belgische kampioenschappen
| Onderdeel | Jaar       |
| --------- | ---------- |
| 100 m     | 1947, 1948 |
| 200 m     | 1947       |

## Persoonlijke records
| Onderdeel | Prestatie | Datum            | Plaats    |
| --------- | --------- | ---------------- | --------- |
| 100 m     | 10,7 s    | 14 juli 1946     | Luxemburg |
| 200 m     | 22,2 s    | 24 augustus 1946 | Oslo      |

## Palmares

### 100 m
- 1946: 5e in reeks EK in Oslo - 11,2 s
- 1947:  BK AC - 11,3 s
- 1948:  BK AC - 11,0 s

### 200 m
- 1945:  BK AC - 23,0 s
- 1946:  BK AC - 22,2 s
- 1946: 4e ½ fin. EK in Oslo - 22,2 s
- 1947:  BK AC - 22,8 s
- 1948:  BK AC - 22,7 s
- 1948: 3e in reeks OS in Londen - 22,9 s

### 400 m
- 1942:  BK AC - 50,2 s
- 1943:  BK AC - 51,3 s

### 4 x 100 m
- 1946: 6e EK in Oslo - 43,5 s
- 1948: DNF OS in Londen